# Chiese della Comunità territoriale della Val di Fiemme
Questa voce include tutte le chiese cristiane situate entro i confini della Comunità territoriale della Val di Fiemme, nella provincia autonoma di Trento. 
Gli edifici sono elencati in liste suddivise per comune; includono oltre trenta chiese consacrate (sebbene non tutte officiate regolarmente), a cui si aggiunge una quindicina circa di cappelle. Gli edifici di culto appartengono tutti alla confessione cattolica e fanno parte dell'arcidiocesi di Trento.

## Comune di Capriana
| Esterno  | Interno | Nome                     | Periodo storico                                  | Ubicazione                                      | Informazioni |
| -------- | ------- | ------------------------ | ------------------------------------------------ | ----------------------------------------------- | --- |
|          |         | Chiesa dell'Immacolata   | XIX secolo                                       | Carbonare 46°16′07.3″N 11°20′50.9″E             | Costruita tra il 1894 e il 1903. |
|          |         | Chiesa di San Bartolomeo | Fondata XIII secolo, edificio odierno XIX secolo | Capriana, piazza Roma 46°15′44.9″N 11°20′22.3″E | Parrocchiale. Una prima cappella, dedicata ai santi Lazzaro ed Erardo, venne consacrata nel 1216; questa venne distrutta da un incendio che colpì il paese nel 1861, e di essa rimane oggi solo il fusto del campanile. Nel 1866-69 venne quindi edificata la nuova chiesa, dedicata invece a san Bartolomeo. |
| Cappelle |         |                          |                                                  |                                                 | |
|          |         | Cappella di Sant'Anna    | XX secolo                                        | Rover 46°15′51.9″N 11°20′58.3″E                 | Eretta nel 1959 su iniziativa di padre Ignazio Zanol e dell'ingegner Quadrio Curzio, per gli operai che stavano realizzando la galleria che dal lago di Stramentizzo porta alla centrale idroelettrica di San Floriano (un deposito di materiale di scavo si trovava proprio presso Rover).                   |

## Comune di Castello-Molina di Fiemme
| Esterno          | Interno | Nome                                                                                | Periodo storico | Ubicazione                                                               | Informazioni |
| ---------------- | ------- | ----------------------------------------------------------------------------------- | --------------- | ------------------------------------------------------------------------ | --- |
|                  |         | Chiesa dei Santi Angeli Custodi                                                     | XX secolo       | Stramentizzo 46°16′00.8″N 11°24′17.9″E                                   | Costruita nel 1957-58 insieme al resto del nuovo nucleo abitato di Stramentizzo. |
|                  |         | Chiesa di Sant'Antonio di Padova                                                    | XIX secolo      | Molina di Fiemme, via A. Weber 46°16′27.8″N 11°25′00.5″E                 | Parrocchiale. Costruita tra il 1846 e il 1852. |
|                  |         | Chiesa di San Giorgio                                                               | XIX secolo      | Castello di Fiemme, via Salita alla Parrocchia 46°16′42″N 11°26′02.5″E   | Parrocchiale. Costruita nel 1850-56 accanto alla preesistente chiesa omonima, che andò a sostituire. Nel 1907-08 venne innalzato il campanile. |
|                  |         | Chiesa dell'Immacolata di Lourdes                                                   | XIV secolo      | Castello di Fiemme, via Salita alla Parrocchia 46°16′42.3″N 11°26′01.6″E | In origine dedicata a san Giorgio, venne edificata nel XIV secolo, forse ricostruendo una preesistente cappella attestata già nel 1216. Nel 1640 venne aggiunta una cappella laterale, e tra la seconda metà del XVIII secolo e la prima del XIX la navata venne allungata di una campata. Dal 1856, complice la costruzione della nuova parrocchiale adiacente, questa chiesa cadde in stato d'abbandono, nel 1882 venne anche ridotta di dimensioni per allargare la piazza della chiesa nuova e nel 1906 venne demolito il campanile, che era in stato molto precario. Nel 1905-08 venne ristrutturata e riaperta al culto, intitolandola alla Madonna di Lourdes. |
| Cappelle         |         |                                                                                     |                 |                                                                          | |
|                  |         | Cappella (o chiesa) della Nativita di Maria,o santuario della Madonna dei Boscaioli | XX secolo       | Località Piazzol, all'imbocco della val Cadino 46°16′02.9″N 11°25′05.5″E | Eretta nel 1927, a fianco di una replica della grotta di Lourdes (a sua volta costruita nel 1911-13, dopo un incidente mortale ai danni di un boscaiolo). |
|                  |         | Cappella del Redentore                                                              | XX secolo       | SP 31 lungo la Val Cadino 46°13′46.6″N 11°25′09.8″E                      | Costruita nel 1900-01 sul luogo di una preesistente edicola votiva (attestata almeno dal 1722), a protezione dei lavoratori di una vicina segheria. Dal 1916 è attorniata da un piccolo cimitero di guerra. Dal 1984 fino al 2001 è rimasta in stato di abbandono, a cui è seguito un restauro. |
| Chiese scomparse |         |                                                                                     |                 |                                                                          | |
|                  |         | Chiesa dei Santi Angeli Custodi                                                     | XVIII secolo    | Stramentizzo Vecchia                                                     | Costruita nel 1724 e consacrata nel 1738; venne danneggiata da un incendio nel 1884 e in seguito riparata. Seguì il destino del resto del vecchio paese di Stramentizzo, venendo smantellata e poi sommersa dal lago di Stramentizzo nel 1956. |

## Comune di Cavalese
| Esterno          | Interno | Nome                                                                 | Periodo storico                                 | Ubicazione                                                   | Informazioni |
| ---------------- | ------- | -------------------------------------------------------------------- | ----------------------------------------------- | ------------------------------------------------------------ | --- |
|                  |         | Santuario della Madonna Addolorata                                   | Fondata XVI secolo, edificio odierno XIX secolo | Cavalese, parco della Pieve 46°17′11″N 11°27′43.3″E          | Una cappella intitolata a san Michele venne eretta nel cimitero della pieve intorno al 1500; questa cambiò intitolazione nel 1645, dopo il miracoloso ritrovamento di una statua della Pietà. L'edificio venne totalmente ricostruito nel 1824-29. |
|                  |         | Chiesa della Madonna della Neve                                      | XIX secolo                                      | Val Moena                                                    | Edificata nel 1981 e inaugurata l'anno seguente, a 1742 metri di altitudine, su iniziativa dei gruppi ANA di Cavalese e Masi. |
|                  |         | Chiesa della Madonna del Rosario, o cappella della Madonna di Pompei | XIX secolo                                      | Marco 46°17′25.4″N 11°28′51.2″E                              | Edificata nel 1891. |
|                  |         | Chiesa di Santa Maria Assunta                                        | Citata XII secolo                               | Cavalese, parco della Pieve 46°17′11.76″N 11°27′43.08″E      | Parrocchiale. Antica chiesa pievana, è documentata sin dal 1111; nel XIV secolo venne costruito l'abside; tra il 1446 e l'inizio del XVI secolo vennero effettuate diverse modifiche, fra cui l'inserimento delle volte gotiche e della cappella della Madonna del Carmine (oggi battistero), e la sopraelevazione del campanile. Entro il 1550 venne aggiunto il portico laterale; seguirono il portico frontale nel 1602 e la navata settentrionale nel 1610. Nel 1670 venne ricostruita la cappella laterale, e nel 1710 ulteriormente rialzato il campanile. Varie importanti modifiche vennero implementate tra il 1796 e il 1806, incluso il rifacimento del presbiterio. |
|                  |         | Chiesa di San Sebastiano                                             | Fondata XV secolo, edificio odierno XIX secolo  | Cavalese, piazza Cesare Battisti 46°17′29.23″N 11°27′34.65″E | Una cappella sul luogo venne costruita nel 1464; questa venne riedificata nel 1534, e poi di nuovo nel 1870-71. Nel 1970-71 venne pesantemente modificato l'interno della struttura. Il campanile ha anche la funzione di torre civica. |
|                  |         | Chiesa della Santissima Trinità                                      | XVIII secolo                                    | Masi di Cavalese, via Chiesa 46°16′59.9″N 11°29′08.5″E       | Parrocchiale. Costruita tra il 1709 e il 1712, e radicalmente ampliata nel 1822-26. |
|                  |         | Chiesa di San Vigilio                                                | XVII secolo                                     | Cavalese, piazza dei Francescani 46°17′31.6″N 11°27′29.5″E   | Chiesa del convento francescano, costruita tra il 1685 e il 1689. |
| Cappelle         |         |                                                                      |                                                 |                                                              | |
|                  |         | Cappella di San Giuseppe                                             | XVIII secolo                                    | Cavalese, parco della Pieve 46°17′14.4″N 11°27′40″E          | Costruita nel 1727. |
|                  |         | Cappella di San Giuseppe                                             | XIX secolo                                      | Cavalese, parco della Pieve 46°17′10.9″N 11°27′46.2″E        | Cappella cimiteriale, costruita nel 1876. |
| Chiese scomparse |         |                                                                      |                                                 |                                                              | |
|                  |         | Cappella di San Leonardo                                             | Citata XV secolo                                | Cavalese                                                     | Citata per la prima volta nel 1429, era situata presso le case dette "Caviola", al limitare del prato della pieve, lato paese; andò in rovina verso la fine del Settecento e venne abbattuta all'inizio dell'Ottocento. |
|                  |         | Chiesa di San Valerio                                                | XII secolo                                      | Cavalese 46°17′03.1″N 11°27′29.1″E                           | Chiesa dell'antico paese di Cadrubio, edificata intorno al 1162 e intitolata ai santi Valerio, Clemente e Apollonia. La chiesa era in cattive condizioni già nel 1767, e venne chiusa nel 1787 (l'intero Cadrubio venne abbandonato per via della natura franosa del colle su cui era posto); della struttura sopravvive solamente il campanile. |

## Comune di Panchià
| Esterno | Interno | Nome                    | Periodo storico | Ubicazione                                         | Informazioni |
| ------- | ------- | ----------------------- | --------------- | -------------------------------------------------- | --- |
|         |         | Chiesa del Redentore    | XIX secolo      | Val Cavelonte 46°15′36.86″N 11°33′01.76″E          | Costruita nel 1828 e dedicata al Santissimo Crocifisso, venne riedificata nel 1854 e benedetta il 29 luglio 1855; dal 1907 è documentata l'intitolazione al Redentore. Dopo la chiusura dei bagni di Cavelonte nel 1972 la chiesetta è stata abbandonata, vandalizzata, e parzialmente distrutta dalle intemperie e dalle slavine; è stata restaurata nel 1989 da parte del gruppo ANA di Panchià. |
|         |         | Chiesa di San Valentino | XVII secolo     | Panchià, piazza Chiesa, 10 46°17′10″N 11°32′30.1″E | Parrocchiale. Costruita nel 1690; il campanile venne aggiunto nel 1728-30. Una serie di ampliamenti si susseguì nell'Ottocento: il presbiterio nel 1833, la sagrestia nel 1847, il campanile rialzato nel 1864, la navata nel 1873; a questi succedette una parziale ricostruzione nel 1928-32. |

## Comune di Predazzo
| Esterno          | Interno | Nome                               | Periodo storico                                  | Ubicazione                                                         | Informazioni |  |
| ---------------- | ------- | ---------------------------------- | ------------------------------------------------ | ------------------------------------------------------------------ | --- |  |
|                  |         | Chiesa dell'Assunzione             | Fondata XVIII secolo, edificio odierno XX secolo | Paneveggio 46°18′28.2″N 11°44′38″E                                 | Una chiesa a Paneveggio, intitolata all'Immacolata, esisteva già dal 1729-30. Questa venne distrutta dall'esercito austriaco per ostacolare l'avanzata italiana durante la prima guerra mondiale; l'edificio venne poi riedificato nel 1926. |  |
|                  |         | Chiesa dei Santi Filippo e Giacomo | Citata XIII secolo, edificio odierno XIX secolo  | Predazzo, piazza Santi Filippo e Giacomo 46°18′42.9″N 11°36′11.2″E | Parrocchiale. Una cappella dedicata a san Giacomo il Maggiore è attestata nel 1225, e sorgeva sul posto ora occupato dal municipio; questa venne riedificata all'inizio del Cinquecento e dedicata ai santi Filippo e Giacomo il Minore. Nel XIX secolo era divenuta troppo piccola per la popolazione locale, quindi una nuova chiesa venne ricostruita nel luogo attuale tra il 1865 e il 1870, mentre la precedente venne demolita. |  |
|                  |         | Chiesa di Santa Maria della Neve   | XVIII secolo                                     | Bellamonte, via Prai de Mont 46°18′46.84″N 11°39′48.71″E           | Costruita nel 1707, poi ampliata nel 1880. |  |
|                  |         | Chiesa di San Nicolò               | XVI secolo                                       | Predazzo, via San Nicolò 46°18′34.81″N 11°36′00.43″E               | Situata all'interno del cimitero, costruita intorno al 1552 e ampliata nel 1654. |  |
| Chiese scomparse |         |                                    |                                                  |                                                                    | |  |
|                  |         | "Chiesetta alpina"                 | XX secolo                                        | Località Valmaggiore                                               | Costruita dagli alpini presso malga Valmaggiore nel 1985 (o 1987) in memoria dei giovani caduti in montagna e ai caduti in guerra, è andata distrutta durante la tempesta Vaia dell'autunno 2018; nel 2019 è stato approvato un progetto di ricostruzione, spostando però la struttura in area più sicura. |  |

## Comune di Tesero
| Esterno  | Interno | Nome                                                    | Periodo storico                               | Ubicazione                                           | Informazioni |
| -------- | ------- | ------------------------------------------------------- | --------------------------------------------- | ---------------------------------------------------- | --- |
|          |         | Chiesa dell'Addolorata, o chiesa della Palanca          | XIX secolo                                    | Stava 46°18′40.01″N 11°30′16.85″E                    | La chiesa venne costruita nel 1819 in località Palanca, sul luogo di un'edicola risalente al 1728; venne ampliata nel 1842, dotata di campanile nel 1874 e di nuovo ampliata nel 1934-35; dal 1985 è diventata luogo di memoria per il disastro della Val di Stava.                                                          |
|          |         | Chiesa di Sant'Eliseo                                   | Citata XII secolo, edificio odierno XV secolo | Tesero, piazza Chiesa 46°17′17.19″N 11°30′48.07″E    | Parrocchiale. Citata per la prima volta nel 1134; fu quasi completamente ricostruita nel 1450-58, a cui seguì il nuovo campanile nel 1499. Nel 1689-95 venne riedificato il presbiterio, e nel 1804-06 venne rialzato il campanile. Nel 1925 la chiesa venne ulteriormente ampliata sacrificando il presbiterio seicentesco. |
|          |         | Chiesa di San Leonardo, o dei Santi Leonardo e Gottardo | Citata XV secolo                              | Tesero, via San Leonardo 46°17′32.07″N 11°30′29.91″E | Citata per la prima volta nel 1440 (tradizioni incerte la farebbero risalire al 1294); la struttura venne notevolmente ampliata nella prima metà del XVI secolo, e nel 1686 venne dotata di sagrestia. |
|          |         | Chiesa della Madonna delle Grazie                       | XX secolo                                     | Lago, via Lago 46°16′54.1″N 11°30′57.6″E             | Costruita nel 1912-14. |
|          |         | Chiesa di San Rocco                                     | XVI secolo                                    | Tesero, piazza Chiesa 46°17′17.91″N 11°30′46.91″E    | Chiesa funzionale al vicino cimitero di Sant'Eliseo, venne costruita nel 1528. |
| Cappelle |         |                                                         |                                               |                                                      | |
|          |         | Cappella della Regina della Pace                        | XX secolo                                     | Pampeago 46°20′32.3″N 11°32′29.5″E                   | Costruita nel 1965-66 ad opera della sezione ANA di Tesero. |
|          |         | Cappella della Santissima Trinità                       | XVIII secolo                                  | Tesero, via Giovannelli 46°17′19.8″N 11°30′35.5″E    | Cappella dell'ospitale di Tesero, e poi casa di riposo, eretta verso il 1738; chiusa dal 2019, allorché la RSA è stata spostata in altra sede. |

## Comune di Valfloriana
| Esterno            | Interno | Nome                                             | Periodo storico                                   | Ubicazione                            | Informazioni |
| ------------------ | ------- | ------------------------------------------------ | ------------------------------------------------- | ------------------------------------- | --- |
|                    |         | Chiesa di Sant'Antonio di Padova                 | XIX secolo                                        | Dorà 46°15′10.1″N 11°21′19.3″E        | Costruita per iniziativa della comunità locale tra il 1859 e il 1862. |
|                    |         | Chiesa di San Filippo Neri                       | Fondata XVIII secolo, edificio odierno XIX secolo | Montalbiano 46°14′03.2″N 11°21′18.4″E | Parrocchiale. Una prima chiesa dedicata a san Filippo Neri venne costruita e benedetta nel 1793; questa venne demolita e riedificata nel 1890-95 poiché considerata troppo piccola; il campanile venne aggiunto nel 1955-57.         |
|                    |         | Chiesa di San Floriano                           | XIX secolo                                        | Casatta 46°14′56.9″N 11°20′34.6″E     | Parrocchiale. Edificata nel 1842-46 appena fuori dal centro abitato per sostituire la preesistente chiesa omonima in centro al paese.                                                                                                |
| Cappelle           |         |                                                  |                                                   |                                       | |
|                    |         | Cappella di San Giovanni Nepomuceno              | XV secolo                                         | Valle 46°14′21.7″N 11°21′00.9″E       | Citata per la prima volta nel 1858; venne eretta forse nel XV secolo e in parte ricostruita nel XIX secolo. |
| Chiese sconsacrate |         |                                                  |                                                   |                                       | |
|                    |         | Chiesa (o cappella) dell'Esaltazione della Croce | XIX secolo                                        | Ischiazza 46°15′48.74″N 11°21′54.29″E | Costruita nel 1867 e benedetta nel 1869. La chiesetta ha seguito la medesima sorte del paese, che venne devastato dalla piena dell'Avisio del 1966 e successivamente abbandonato e caduto in rovina.                                 |
|                    |         | Chiesa di San Floriano                           | Citata XVI secolo                                 | Casatta 46°15′00.2″N 11°20′33.6″E     | Citata nel 1538; nell'Ottocento era considerata fatiscente, e venne quindi sostituita da una nuova chiesa costruita altrove, sconsacrata e reimpiegata per usi civili (ora ospita il municipio), lasciando in funzione il campanile. |

## Comune di Ville di Fiemme
| Esterno  | Interno | Nome                                                                   | Periodo storico                                 | Ubicazione                                                 | Informazioni |
| -------- | ------- | ---------------------------------------------------------------------- | ----------------------------------------------- | ---------------------------------------------------------- | --- |
|          |         | Chiesa dell'Addolorata                                                 | XIX secolo                                      | Aguai 46°18′03.1″N 11°24′17.6″E                            | Costruita nel 1899 per volontà di Orsola Guadagnani di Aguai; il piccolo campanile venne aggiunto per iniziativa popolare nel 1977.                                                                                  |
|          |         | Chiesa del Cuore Immacolato della Beata Maria Vergine                  | XX secolo                                       | Solaiolo 46°17′46.6″N 11°23′13″E                           | Costruita nel 1949 su iniziativa di don Franco Demarchi. |
|          |         | Chiesa della Madonna della Neve                                        | XX secolo                                       | Passo di Lavazè 46°21′15.5″N 11°29′29.6″E                  | Chiesetta alpina costruita nel 1976. |
|          |         | Chiesa di San Nicolò                                                   | Fondata XII secolo, edificio odierno XVI secolo | Carano, via Giovanelli 46°17′31.77″N 11°26′28.71″E         | Parrocchiale. Il primo edificio venne costruito nel 1193, poi riedificato nel Cinquecento. Venne sottoposta ad un ampliamento nel 1816, e un altro rimaneggiamento seguì nel 1925-27.                                |
|          |         | Chiesa dei Santi Pietro e Paolo                                        | Fondata XII secolo, edificio odierno XV secolo  | Varena, via Santi Pietro e Paolo 46°18′07.1″N 11°27′25.9″E | Parrocchiale. Consacrata nel 1193, venne ricostruita intorno al 1428. La struttura odierna è dovuta a modifiche subite nel XVI secolo e all'aggiunta di una campata ad ovest nel 1882.                               |
|          |         | Chiesa di San Tommaso                                                  | XII secolo                                      | Daiano, via San Tommaso 46°17′58.1″N 11°26′59.6″E          | Parrocchiale. Consacrata nel 1193. Il campanile è del 1761 mentre l'aspetto attuale della struttura è dovuto ad un ampliamento del 1935.                                                                             |
| Cappelle |         |                                                                        |                                                 |                                                            | |
|          |         | Cappella del Crocifisso                                                | XX secolo                                       | Daiano, via San Tommaso 46°17′57.5″N 11°27′00.8″E          | Cappella cimiteriale, costruita nel 1920. |
|          |         | Cappella del Crocifisso                                                | XX secolo                                       | Varena, via Santi Pietro e Paolo 46°18′04.4″N 11°27′30.8″E | Cappella cimiteriale, costruita nel 1920. |
|          |         | Cappella della Madonna Immacolata di Lourdes, o cappella alla Crosera  | XIX secolo                                      | Daiano, via Ancona 46°18′00.5″N 11°26′52.6″E               | Costruita con donazioni dei cittadini della zona nel 1875, per volontà testamentaria di Teresa Braito di Daiano (a cui, durante una lunga malattia, la Madonna sarebbe apparsa più volte).                           |
|          |         | Cappella della Madonna del Rosario                                     |                                                 | Carano, via Giovanelli 46°17′33.6″N 11°26′28.2″E           | Cappella cimiteriale. |
|          |         | Cappella della Beata Vergine del Rosario, o della Madonna delle Grazie | XIX secolo                                      | Maso Cela 46°17′36″N 11°24′59.3″E                          | Costruita nel 1891 da Giovanni Battista Ciresa (che in precedenza era stato travolto da un carico di tronchi ed era stato salvato da suo padre, il quale aveva chiesto aiuto alla Madonna per soccorrere il figlio). |

## Comune di Ziano di Fiemme
| Esterno | Interno | Nome                           | Periodo storico | Ubicazione                                                 | Informazioni |
| ------- | ------- | ------------------------------ | --------------- | ---------------------------------------------------------- | --- |
|         |         | Chiesa di Sant'Anna            | XVIII secolo    | Roda, via Roda 46°17′08.97″N 11°34′20.23″E                 | Una prima cappella, intitolata alla Vergine Maria e ai Santi Gioacchino e Anna, sorse a Roda nel 1710-14, sul posto di una preesistente edicola votiva. Questa cappella venne ampliata con l'allungamento della navata nel 1754, e poi ricostruita totalmente nel 1792; nel 1809 venne aggiunto il campanile.                                                                         |
|         |         | Chiesa della Madonna di Loreto | XVII secolo     | Ziano di Fiemme, piazza Italia 46°17′12.15″N 11°33′41.52″E | Parrocchiale. Costruita nel 1660-66 col supporto del barone Firmian; tra il 1690 e l'inizio del Settecento venne dotata di campanile. La chiesa venne ampliata una prima volta nel 1740-41, e una seconda volta nel 1809-21. Nel 1834 venne aggiunto un portico in facciata (poi rimosso nel 1955), e nel primo quarto del Novecento venne inserito un protiro all'ingresso laterale. |